# Monestir Abba Garima
El monestir d'Abba Garima és una església ortodoxa etíop, situada a uns cinc quilòmetres a l'est d'Adwa, a la zona de Mehakelegnaw de la regió de Tigray al nord d'Etiòpia. Va ser establert al segle VI per un dels Nou Sants, Abba Garima, i construït pel rei Gabra Masqal (també Gebre Meskel). El monestir es va fer conegut per la seva primera còpia manuscrita dels evangelis i el seu tresor.

## Història

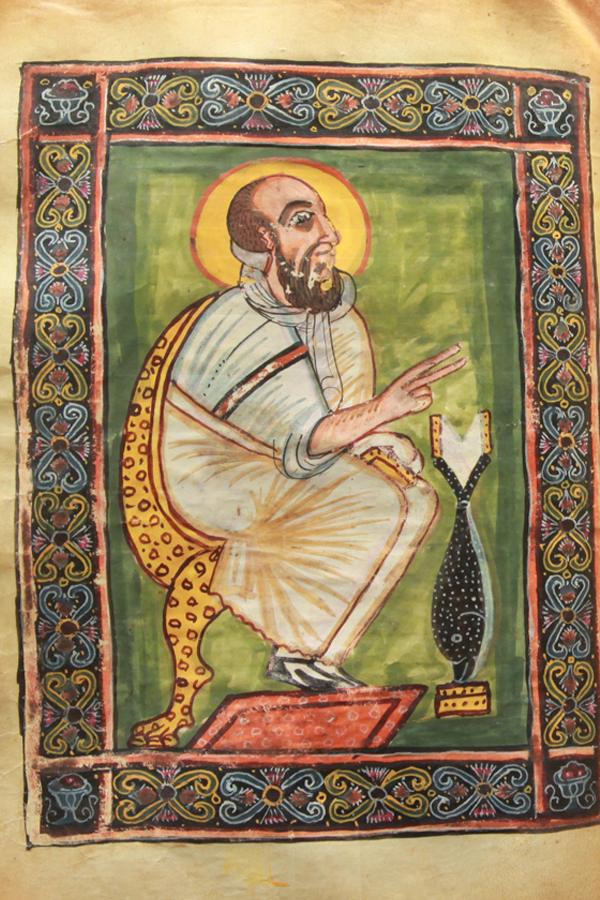
Il·luminació del retrat del segle VI de Marc de Gärima 2, probablement l'anterior dels dos evangelis de Gärima

El primer europeu registrat que va visitar el monestir en els temps moderns va ser Henry Salt, que el va visitar el 14 de setembre de 1805. En aquell moment se li va dir que l'edifici havia estat construït pel príncep Gabra Masqal (un fill de l'emperador Kaleb) l'any 560.
Beatrice Playne va visitar el monestir al voltant de 1950 i va trobar que l'església s'havia cremat vint anys abans i havia estat reconstruïda abans de la seva arribada. No obstant això, se li va mostrar una sèrie de béns preuats que tenien segles d'antiguitat, incloent una sèrie de manuscrits il·luminats "els encapçalaments ornamentals dels quals em van semblar d'estil sirià". L'últim tresor que se li va mostrar va ser "una antiga primavera que, deien, mai havia fallat des del començament del món".
La família del cinquè patriarca de l'Església ortodoxa etíop, el patriarca Abune Paulos, va estar associada durant molt de temps amb el monestir d'Abune Garima, i és en aquest monestir on el patriarca va prendre per primera vegada els vots monàstics com a Abba Gebre Medhin.
Un nou estudi dels tres antics evangelis d'Abba Garima està disponible a l' article de Sergey Kim a la revista en línia "Afriques. Débats, méthodes et terrains d'histoire", 13 (2022).

## Maquetació i artefactes

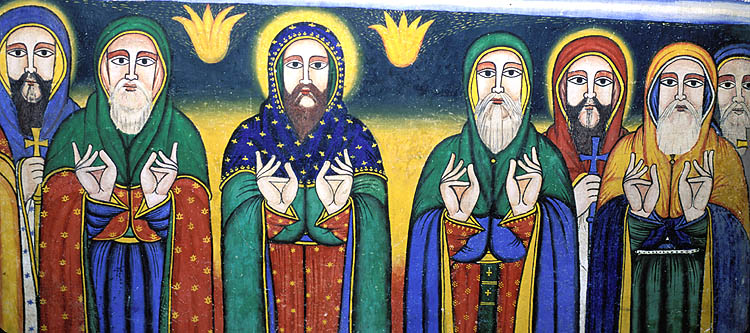
Els Nou Sants (no tots a la foto) de l'Església Ortodoxa Etíop

Entre els més importants destaquen dos Evangelis de Garima il·luminats que han estat restaurats i es troben en una antiga capella per a pelegrines. La majoria dels estudiosos bíblics havien proposat anteriorment que aquests evangelis, encara que inspirats en l'exemple d'Abba Garima, havien d'haver estat escrits segles després de la seva mort, probablement al segle X o més tard. No obstant això, les recents datacions amb radiocarboni realitzades a la Universitat d'Oxford han confirmat una data entre el 390 i el 570 dC per a Garima 2, probablement l'anterior dels dos llibres d'evangeli; el que significa que pot ser més antic que el mateix Abba Garima. Si és així, són els manuscrits il·luminats cristians datats més antics que es conserven.